# Възнесение Господне (Липец)
„Свето Възнесение Господне“ или „Свети Спас“ (на македонска литературна норма: „Свето Вознесение Господне“, „Свети Спас“) е възрожденска православна църква във винишкото село Липец, източната част на Република Македония. Част е от Брегалнишката епархия на Македонската православна църква – Охридска архиепископия. Църквата е построена в 1849 година.
Църквата е гробищен храм, разположен югозападно от селото. Според запазения надпис е изградена в 1849 година. Представлява трикорабна сграда с равни тавани, градена от речен камък и хоросан. Отвън не е измазана. За разлика от някои други църкви от този период, църквата в Липец е изписана с малко необичайна живопис, чиито елементи са цветя, поставени във вази и други флорални елементи, между които се среща и по някой изрисуван ангел. Горният дял на дървения иконостас е резбован. На него има 33 икони, от които едната е изработена от неизвестен зограф в 1887 година.